# Beate Bille
Beate Karoline Bille (* 17. November 1976 in Kopenhagen) ist eine dänische Schauspielerin.

## Leben und Wirken
Bereits vor dem Beginn ihres Schauspielstudiums im Jahr 2000 spielte sie in Filmen wie Engel der Finsternis (1998) und The Art of Success (1999) mit. 2004 absolvierte sie erfolgreich die Staatliche Theaterschule in Kopenhagen. Ihre erste Hauptrolle hatte sie in Till Franzens mehrfach preisgekröntem magisch-realistischem Drama Die blaue Grenze. Dort spielte sie an der Seite von Hanna Schygulla, Dominique Horwitz und Antoine Monot. Während ihres Abschlusses wurde ihr eine tragende  Rolle in dem Film Totschlag – Im Teufelskreis der Gewalt angeboten. Der Film gewann ebenfalls mehrere Preise. 2006 erhielt sie den Shooting Star. 2012 wirkte sie in einer Folge der deutschen Fernsehserie Großstadtrevier mit. Bislang wirkte sie in mehr als 40 Film-und-Fernsehproduktionen mit.

## Privates
Sie ist die Tochter des Schauspielers Joen Bille und der Kunsthistorikerin Bente Scavenius (* 1944), die für Bente og Borum – billedligt talt das Drehbuch schrieb und darin selbst aufgetreten ist. Bille ist die Ur-Urenkelin des Schriftstellers Henrik Ibsen sowie eine Nachfahrin des Astronomen Tycho Brahe und des Politikers Bjørnstjerne Bjørnson.
Beate Bille ist seit 2013 mit dem Kameramann Magnus Nordenhof Jønck (* 1976) verheiratet. Das Paar hat einen Sohn.

## Filmografie
- 1997: Gufol mysteriet (Fernsehserie, 1 Folge)
- 1998: Angel of the Night (Nattens engel)
- 1998: Der (wirklich) allerletzte Streich der Olsenbande (Olsen-bandens sidste stik)
- 1999: Det Sublime (Kurzfilm)
- 1999: Taxa (Fernsehserie, 2 Folgen)
- 1999: Min smukke nabo (Kurzfilm)
- 1999: Deep Water – Im Sog der Angst (Dybt vand, Fernsehfilm)
- 2000: Skjulte spor (Fernsehserie, 1 Folge)
- 2000: Unit One – Die Spezialisten (Rejseholde, Fernsehserie, 1 Folge)
- 2001: Valde & Theo (Kurzfilm)
- 2002: Debutanten (Kurzfilm)
- 2003: Nikolaj og Julie (Fernsehserie, 1 Folge)
- 2003: Boom (Kurzfilm)
- 2005: Bare Holger (Kurzfilm)
- 2005: Die blaue Grenze
- 2005: Totschlag – Im Teufelskreis der Gewalt (Drabet)
- 2005: Der Adler – Die Spur des Verbrechens (Ørnen: En krimi-odyssé, Fernsehserie, 2 Folgen)
- 2006: Lille mand (Kurzfilm)
- 2006: Terapi (Kurzfilm)
- 2006: Fidibus
- 2007: Insel der verlorenen Seelen (De fortabte sjæles ø)
- 2007: Nåletræer
- 2007: Daisy Diamond
- 2008: Anna Pihl – Auf Streife in Kopenhagen (Anna Pihl, Fernsehserie, 1 Folge)
- 2008: Deroute (Fernsehserie, 4 Folgen)
- 2008: Harmsaga (Kurzfilm)
- 2008: Take the Trash / Blå mænd
- 2008: Der Kommissar und das Meer (Fernsehserie, 1 Folge)
- 2009: Mørk & Jul (Fernsehserie, 8 Folgen)
- 2009: Mankells Wallander: Der Kurier (Kuriren)
- 2009: Kleine Morde unter Nachbarn (Lærkevej, Fernsehserie, 2 Folgen)
- 2012: Großstadtrevier (Fernsehserie, 1 Folge)
- 2013: Detektiverne
- 2013: Tvillingerne & Julemanden (Fernsehserie, 3 Folgen)
- 2014: Schändung (Fasandræberne)
- 2016–2017: Black Widows – Rache auf Finnisch (Mustat lesket, Fernsehserie, 15 Folgen)
- 2018: Genkendelsen (Kurzfilm)

## Auszeichnungen
- 2006: Shooting Star